# Myrnohrad
Mirnograd
Myrnohrad (ukrainien : Мирноград) ou Mirnograd (russe : Мирноград), littéralement « ville de la paix » et anciennement Dymytrov, est une ville minière de l'oblast de Donetsk, en Ukraine. Sa population s'élevait à 1 658 habitants en 2024.

## Géographie
Myrnohrad est située dans le bassin industriel du Donbass, à 6 km au nord-est de Pokrovsk et à 52 km au nord-ouest de Donetsk. Elle est également limitrophe de la ville minière de Novoekonomitchne. La ville est jouxtée au sud-est par la rivière Sinna, petit affluent du Kazenny Torets, puis du Donets, dans le bassin hydrographique du fleuve Don.

## Histoire
En 1853, des paysans du village de Novoekonomitchesk commencèrent à exploiter une mine de charbon. En 1911, cette mine passa entre les mains de la compagnie minière Donetsk-Grouchevsk, ce qui conduisit à la création d'un des plus importants centres miniers du bassin du Donbass. Novoekonomitcheskoïe reçoit le statut de vile en 1938 et les villages environnants sont regroupés en une entité appelée Dimitrov, en l'honneur du communiste bulgare Dimitrov. En 1972, Novoekonomitcheskoïe fusionna avec la ville de Dimitrov. En mai 2016, dans le cadre de la décommunisation en Ukraine la ville de Dimitrov est devenue Myrnohrad. 
Un mort et des destructions le 17 août 2024 après une attaque de missile.

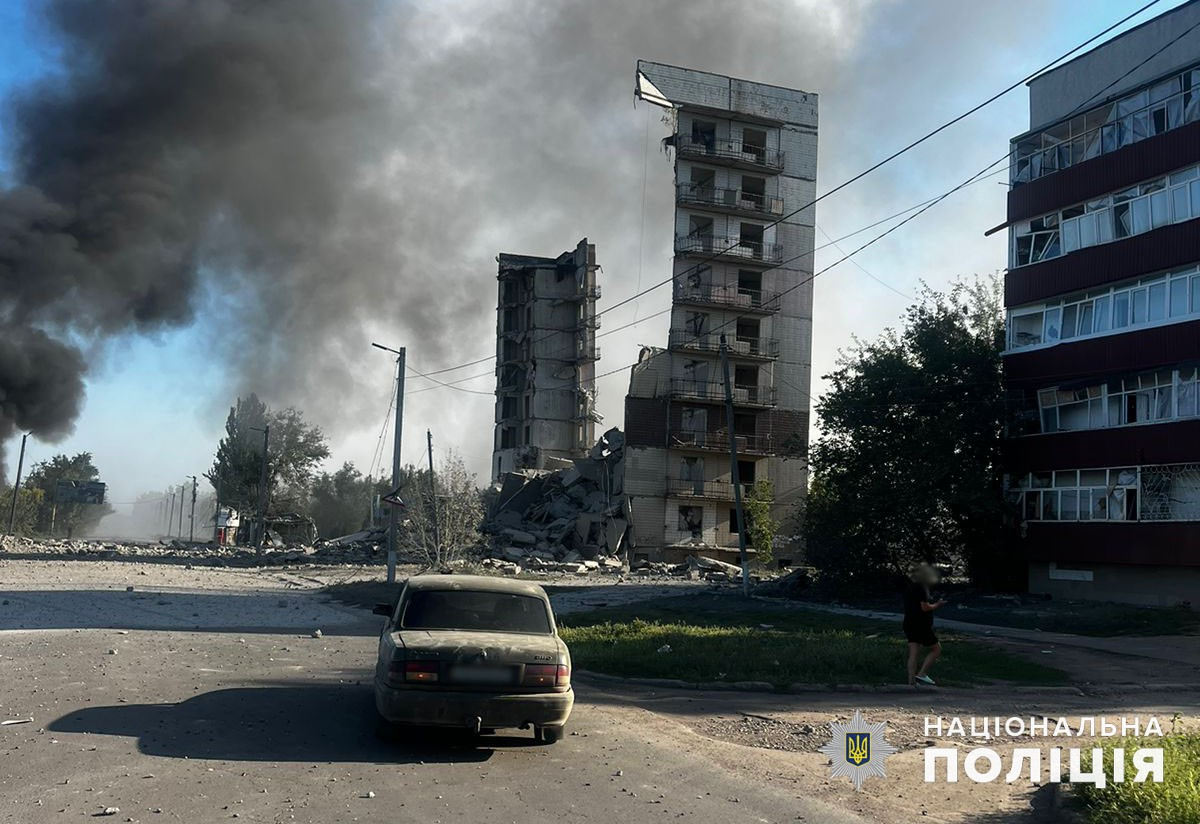
Un immeuble en construction et une voiture touchés à Myrnohrad.

## Population
Recensements (*) ou estimations de la population :
| 1939* | 1959*  | 1970*  | 1979*  | 1989*  | 2001*  |
| ----- | ------ | ------ | ------ | ------ | ------ |
| 9 642 | 15 343 | 20 832 | 58 793 | 63 254 | 54 787 |

| 2010   | 2011   | 2012   | 2013   | 2014   | 2015   |
| ------ | ------ | ------ | ------ | ------ | ------ |
| 50 636 | 50 251 | 49 987 | 49 646 | 49 519 | 49 353 |

| 2020   | 2022   | 2024  | - | - | - |
| ------ | ------ | ----- | - | - | - |
| 48 864 | 46 098 | 1 658 | - | - | - |